# Jabarrella
Jabarrella (en aragonés Xabarrella o Chabarrella) es una localidad despoblada española perteneciente al municipio de Sabiñánigo, en la comarca del Alto Gállego, provincia de Huesca, Aragón.

## Geografía
Se enclava en Guarguera baja, cerca de la desembocadura del Guarga en el Gállego, y el canal de Jabarrella, al que el pueblo dio nombre, igual que al embalse y la central hidroeléctrica. La localidad poblada más cercana es Castillo de Lerés, a unos 800 metros dirección sur.

## Historia
Jabarrella fue abandonada durante los años 1970, y actualmente tan apenas conserva restos en pie.
Se tiene constancia de sus casas tradicionales con chimeneas troncocónicas, típicas de la arquitectura tradicional altoaragonesa.
Según la Fundación Bernardo Aladrén, se conoce la existencia de una maestra represaliada durante la guerra civil española, de nombre Carmen Marcos Laplaza,  hecho recogido en La escuela y el estado nuevo: la depuración del magisterio nacional, de Francisco Morente (1997), que fue llevada al proceso de depuración, en el cual los funcionarios y funcionarias debían demostrar su adhesión al régimen franquista en la posguerra española.

## Demografía

### Antiguo municipio
Datos demográficos del municipio de Jabarrella desde 1842:
| 25            | 451 | 421 | 408 | 348 | 337 | 329 | 352 | 279 | 323 | 266 | 308 | 374 | -- | -- |
| (Fuente: INE) |     |     |     |     |     |     |     |     |     |     |     |     |    |    |

| Gráfica de evolución demográfica de Jabarrella entre 1842 y 1960 |
| |
| Población de derecho según los censos de población del INE Población de hecho según los censos de población del INEEntre el censo de 1857 y el anterior, crece el término del municipio porque incorpora a Abenilla, Ipiés, Lanave, Lasieso y Layés Entre el censo de 1970 y el anterior, este municipio desaparece porque se integra en el municipio Sabiñánigo |

### Localidad
Datos demográficos de la localidad de Jabarrella desde 1900:
| 26                    | 26 | 15 | 13 | 36 | 37 | 18 | 41 | -- | -- |
| (Fuente: IAEST e INE) |    |    |    |    |    |    |    |    |    |

- Datos referidos a la población de derecho.

## Fiestas
El lugar celebraba sus fiestas en honor a la Virgen del Pilar, el día 12 de octubre.